# ايبل
ايبل شركة خدمات نفطية تعمل في مجال النفط والغاز وصناعات الرياح البحرية. تقدم الشركة خدمات الهندسة والبناء والتعديلات والصيانة خلال دورة حياة المشروع.

## حول شركة ايبل
لدى ايبل أكثر من 4000 موظف يقومون بتصميم وبناء وصيانة وتحديث مرافق إنتاج النفط والغاز.  تعمل الشركة مع المرافق الجديدة والحالية البرية والبحرية. ايبل موجودة حالياً تقريباً في نصف المنشآت البحرية على الجرف القاري النرويجي، في ثلاث منشآت برية في النرويج وتقدم مجموعة واسعة من الخدمات للمشغلين في جميع أنحاء العالم؛ تتراوح من تطوير المفهوم والدراسات والتطورات الميدانية إلى تعديلات وصيانة منشآت النفط والغاز.
يقع المقر الرئيسي لشركة ايبل في ستافنجر . وتمتلك الشركة أيضًا مكاتب هندسية في أسكر ، وبيرجن ، وهارستاد ، وهاميرفيست ، وهوجيسوند . تمتلك الشركة أيضًا ساحتين رئيسيتين. واحد في هوجيسوند، النرويج (أتش أم في سابقًا) وواحد فيلايم شابانغ ، تايلاند .

## عمليات
يعمل حوالي نصف موظفي ايبل في خدمات الصيانة والتعديل والتشغيل في منشآت النفط والغاز الموجودة على الجرف القاري النرويجي. لدى الشركة العديد من اتفاقيات إطار الصيانة والتعديل الكبيرة وطويلة الأجل. بالإضافة إلى ذلك، تقدم ايبل مشاريع تعديل مستقلة تتضمن وحدات جديدة.
تقوم الشركة بتطوير مفاهيم مثل مرافق الإنتاج البرية، وأف بي أس أو (تخزين وتفريغ الإنتاج العائم) والمنصات الثابتة. كونها موردًا جاهزًا، تقدم ايبل لعملائها مجموعة كاملة من الخدمات، بما في ذلك الدراسات وإدارة المشاريع والهندسة والمشتريات والتصنيع والتركيب والتشغيل والإكمال.
في أغسطس 2011، حصلت ايبل على عقد كبير مع أيه بي بي لتصميم وتطوير منصة دولوين التجريبية لمتنزه رياح بحري كبير قبالة سواحل ألمانيا. ستتلقى المنصة تيارًا متناوبًا من حدائق الرياح وتحوله إلى تيار مباشر قبل إرساله إلى الشاطئ عبر الكابلات البحرية. غادرت المنصة ساحة ايبل في هوجيسوند في أغسطس 2014. في فبراير 2015، فازت شركة ايبل بعقد الهندسة والتوريد وبناء منصة الحفر لحقل يوهان سفيردروب. تجري الآن أعمال البناء في ساحات الشركة في هوجيسوند وتايلاند وفي ساحة شريك نايمو في جريمستاد، النرويج.

## تاريخ مساهمات الشركة
باعتبارها علامة تجارية واسم شركة، تعتبر ايبل جديدة نسبيًا، ولكن يمكن للشركة أن تنظر إلى ما يزيد عن مائة عام من التاريخ من خلال شركات مثل إلكتريكال بوريو (إي بي)، وهوجيسوند ميكانسكي فيركستيد (أتش أم في)، وأيه بي بي، ويو أم أو إي. شاركت الشركة في تطوير صناعة النفط والغاز منذ أن تم استخراج أول نفط في بحر الشمال. واليوم، أصبحت ايبل شركة مستقلة مملوكة لشركات الاستثمار فرد (50 بالمائة)، وراتوس (32 بالمائة)، وصناديق سيكست أيه بي (18 بالمائة). وبالإضافة إلى ذلك، تمتلك آيبل 40% من شركة ديلاين خارج باتايا، تايلاند، و50% من صان مصر (شركة مصر للصيانة ) في القاهرة ، مصر. 
في السنوات الأخيرة، أصبحت ايبل شركة خدمات رائدة أيضًا في صناعة طاقة الرياح البحرية.

## أنظر أيضاً
- قائمة شركات خدمات حقول النفط